# Illyriad
《Illyriad》是由Illyriad Games Ltd開發的网页獨立遊戲。
不同于许多浏览器游戏，由Illyriad没有设定游戏目标。游戏无限循环，没有计划重置。

## 商业模式
该游戏没有广告，完全通过可选购的、有微交易提供优势的“声望”资助。该虚拟货币可以通过PayPal购买、使用Fortumo的移动支付，Facebook的玩家则可使用Google Checkout或Facebook Credits完成目标。